# San Antonio de León
San Antonio de León är en ort i Mexiko.   Den ligger i kommunen San Andrés Dinicuiti och delstaten Oaxaca, i den sydöstra delen av landet, 240 km sydost om huvudstaden Mexico City. San Antonio de León ligger 1 707 meter över havet och antalet invånare är 573.
Terrängen runt San Antonio de León är kuperad. Runt San Antonio de León är det ganska tätbefolkat, med 54 invånare per kvadratkilometer. Närmaste större samhälle är Ciudad de Huajuapan de León, 13,2 km norr om San Antonio de León. I omgivningarna runt San Antonio de León växer huvudsakligen savannskog.